# Livers-Cazelles
 Livers-Cazelles là một xã trong tỉnh Tarn thuộc vùng Occitanie ở miền nam nước Pháp. Xã này nằm ở khu vực có độ cao trung bình 315 mét trên mực nước biển.